# Миссия ОБСЕ в Хорватии

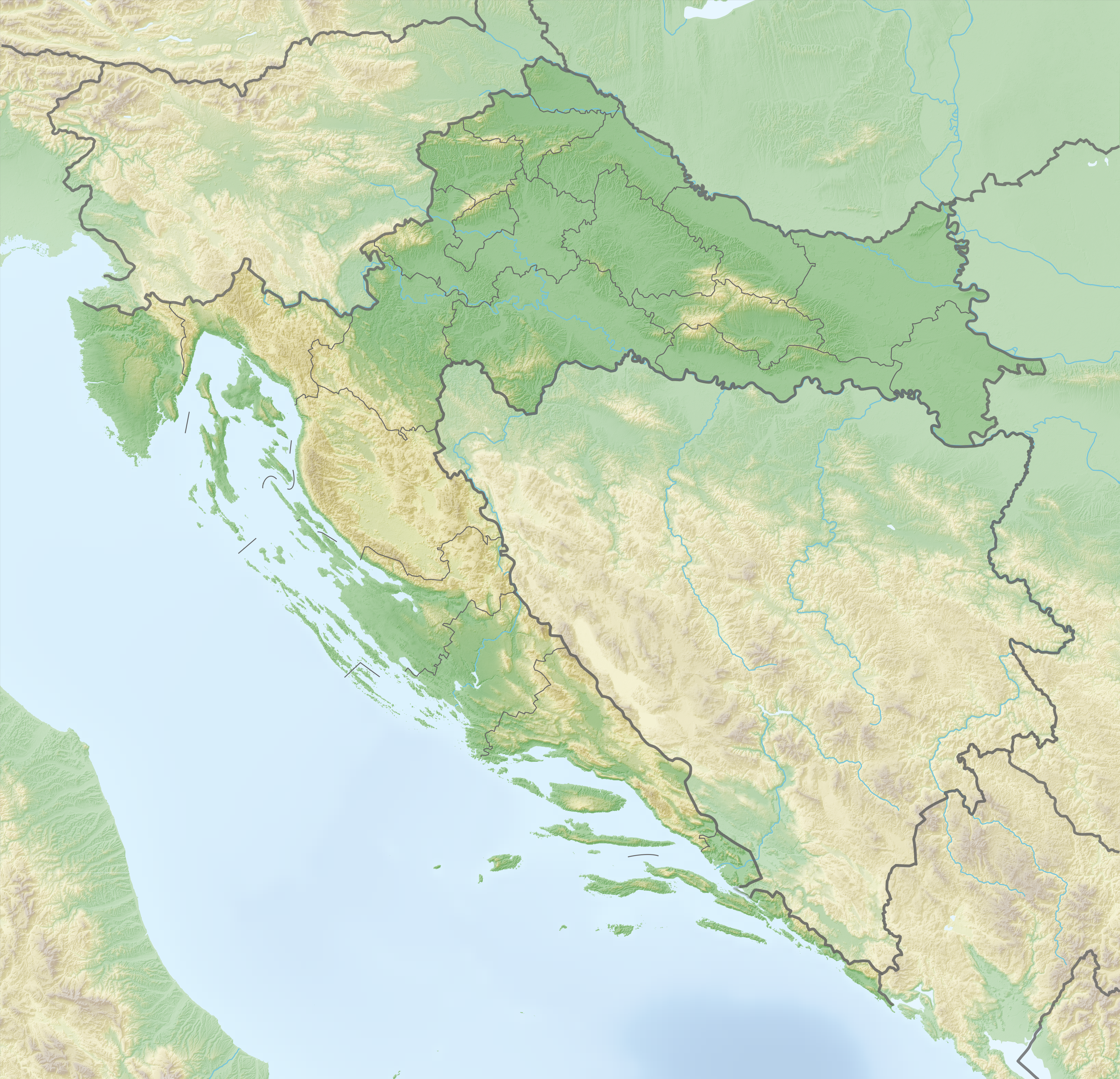
Карта

Миссия ОБСЕ в Хорватии — полевая миссия Организации по безопасности и сотрудничеству в Европе, действовавшая в Хорватии с июля 1996 года по декабрь 2007 года. Миссия была крупнейшей международной организацией по поддержанию мира в Хорватии после ухода сил ВАООНВС из Восточной Славонии, Бараньи и Западного Срема.

## История
Первоначальная миссия должна была проработать до 1999 года. Она состояла из 280 международных сотрудников (включая 120 полицейских наблюдателей) и 320 сотрудников из числа граждан Хорватии. Все они были развёрнуты в двадцати полевых отделениях и трёх региональных координационных центрах, а также в штаб-квартире в Загребе .
Первый мандат, принятый Постоянным советом в апреле 1996 года, уполномочил Миссию «оказывать помощь хорватским властям и делиться с ними экспертными знаниями на всех уровнях, а также поддерживать заинтересованных лиц, групп и организации в области защиты прав человека и права лиц, принадлежащих к национальным меньшинствам. В этом контексте и в целях содействия примирению, верховенству права и соблюдению самых высоких международно признанных стандартов Миссия будет также оказывать помощь и консультировать по вопросам полного соблюдения международного права и контролировать надлежащее функционирование и развитие демократических институтов, процессов и механизмов».
Резолюция 1120 Совета Безопасности ООН от 14 июля 1997 года призвала правительство Республики Хорватия в полной мере сотрудничать с миссией ОБСЕ в вопросах возвращения всех беженцев и перемещённых лиц, защиты их прав и защиты лиц, принадлежащих к национальным меньшинствам. Годовой бюджет Миссии в 2000 году составлял 21 086 900 евро. Кроме собственно штаб-квартиры в Загребе миссия действовала в трёх координационных центров в Вуковаре, Сисаке и Книне и ещё в 14 полевых штабах. В районе бывшей Восточной Славонии, Бараньи и Западного Срема в период 1998―2000 годов Миссия управляла Группой полицейского наблюдения, но закрыла её в сентябре 2000 г. из-за стабильной ситуации с безопасностью в Хорватии и, в частности, в районе Дуная. 21 декабря 2007 года Постоянный совет ОБСЕ принял решение о закрытии Миссии ОБСЕ в Хорватии 31 декабря 2007 года и сохранении только офиса ОБСЕ в Загребе. Сам этот офис был закрыт 17 января 2012 года. Хорватия стала полноправным членом НАТО в 2009 году и Европейского Союза ― в 2013 году.